# Juan Luis Fernández Redondo
Juan Luis Fernández Redondo (Sevilla, 16 de gener de 1977) és un exfutbolista andalús, que ocupava la posició de defensa.

## Trajectòria
Va començar a destacar al Reial Betis, amb qui juga dos partits en primera divisió a la campanya 96/97. A l'any següent recala a l'Hèrcules CF, amb qui qualla una bona temporada, 34 partits i un gol. Per la 98/99 milita al CD Logroñés.
L'estiu de 1999 s'incorpora a l'Elx CF. Redondo és titular en els tres anys que hi roman a l'equip il·licità, tots ells a la Segona Divisió. Aquesta regularitat crida l'atenció del Sevilla FC, que el fitxa el 2002.
Amb els sevillistes, el defensa retorna a la màxima categoria. Durant dos anys, Redondo hi tindrà una aportació destacada en el conjunt hispalenc, però decau en la 04/05, on tan sols apareix en sis ocasions.
El 2005 retorna a l'Hèrcules CF. Dues temporades dura aquesta nova etapa valenciana, en els quals combina períodes més irregulars amb altres de titular. L'estiu del 2007 fitxa pel Xerez CD.
En total, el defensa hi acumula més de 300 partits entre Primera i Segona Divisió.